# Klasztor Franciszkanów w Kobylinie
Klasztor franciszkanów w Kobylinie – klasztor franciszkanów, na terenie diecezji Kaliskiej, w województwie Wielkopolskim, wchodzący w skład prowincji Wniebowzięcia NMP Zakonu Braci Mniejszych w Polsce. Przyklasztorny kościół jednonawowy pw. Matki Bożej przy Żłóbku.
Przy klasztorze istnieje Parafia Matki Bożej przy Żłóbku w Kobylinie.

## Historia
Fundacja klasztoru bierze początek w 1456, kiedy to w drewnianych pomieszczeniach osiedlili się pierwsi obserwanci. Obiekt murowany powstał pod koniec XV wieku. W 1831 klasztor został skasowany przez władze pruskie. W 1929 został ponownie zwrócony zakonowi, który umieścił tu Niższe Seminarium Duchowne. W czasie okupacji kościół służył jako magazyn. Po II wojnie światowej w klasztorze przejściowo mieścił się nowicjat (1949–1954 i 1975–1976) oraz ponownie Niższe Seminarium Duchowne (1957–1962). Klasztor był też miejscem internowania zakonnic przesiedlonych z ziem odzyskanych (1954–1957). W klasztorze do roku 2023 mieścił się postulat. Od 2008 przy kościele istnieje prowadzona przez franciszkanów parafia.
W kościele pod wezwaniem Matki Bożej przy Żłóbku znajduje się łaskami słynący obraz Madonny z Dzieciątkiem. W krypcie kościoła pochowany jest poeta okresu baroku, Samuel Twardowski. W przedsionku umieszczono fragmenty późnorenesansowego nagrobka Jana Konarskiego, kasztelana kaliskiego, z wykonaną z czerwonego marmuru postacią leżącego rycerza w zbroi. 26 grudnia 2018 roku bp kaliski Edward Janiak podniósł kościół pw. Matki Bożej przy Żłóbku do rangi Sanktuarium. 

### Przełożeni klasztoru[1]
- o. Barnaba Stokowy – prezes (1923–1932)
- o. Barnaba Stokowy – gwardian (1932–1934)
- o. Wojciech Kaczmarczyk – gwardian (1934)
- o. Benedykt Kolon – gwardian (1934–1938)
- o. Czesław Elsner – gwardian (1938–1939)
- o. Solan Ratajczyk – prezes (1945–1948)
- o. Solan Ratajczyk – gwardian (1948–1954)
- o. Solan Ratajczyk – rektor kościoła (1954–1957)
- o. Paweł Kurek – gwardian (1957–1959)
- o. Leon Wojsyk – gwardian (1959–1962)
- o. Tymoteusz Frankus – gwardian (1962–1965)
- o. Mateusz Szpringer – gwardian (1965–1968)
- o. Ryszard Pinkawa – gwardian (1968–1974)
- o. Robert Kukla – gwardian (1974–1977)
- o. Kasjan Pudliszewski – gwardian (1977–1980)
- o. Leonard Stencel – gwardian (1980–1981)
- o. Florian Smolnik – gwardian (1981–1989)
- o. Donat Kloch – gwardian (1989–1991)
- o. Anatol Makosz – gwardian (1991–1998)
- o. Felicjan Kraft – gwardian (1998–2001)
- o. Krystian Ostrowski – gwardian (2001–2004)
- o. Tycjan Zgraja – gwardian (2004–2008)
- o. Sobiesław Tomala – gwardian (2008–2010)
- o. Ksawery Majewski – gwardian (2010–2019)
- o. Masseo Senczek – gwardian (2019–nadal)

### Proboszczowie
- o. Sobiesław Tomala – proboszcz (2008–2010)
- o. Serafin Sputek – proboszcz (2010–2013)
- o. Ksawery Majewski – proboszcz (2013–2019)
- o. Masseo Senczek – proboszcz (2019–nadal)